# Metaphoenia
Metaphoenia là một chi bướm đêm thuộc họ Erebidae.

## Loài
- Metaphoenia plagifera Walker, 1864
- Metaphoenia rhodias Turner, 1908